# 순천 검단산성
순천 검단산성(順天 劍丹山城)은 전라남도 순천시 해룡면에 있는 산성이다. 1999년 12월 29일 대한민국의 사적 제418호로 지정되었다. 
정유재란때에 조선명군(朝鮮明軍)의 연합군이 주둔하여 순천왜성에 주둔하고 있던 일본군(日本軍)과 격전을 벌였던 전적지이며 그 당시에 축성하였던 것으로 알려져 왔던 유적이다.

## 현지 안내문
{{인용문|순천시 검단산 정상부에 있는 산봉우리를 둘러싼 테뫼식 산성으로 광양만이 훤히 보이는 요새이다.
정유재란 때 조선과 명나라의 연합군이 신성리의 왜교성에 머물고 있던 왜군과 팽팽하게 맞서면서 쌓은 산성으로, 조선시대의 것으로 알려져 왔다. 그러나 조사결과 백제 때 쌓은 것으로 확인되었다.
성벽은 430m이고, 성문이 있던 자리 3곳, 건물이 있었던 자리 3곳, 큰 우물터 1곳, 저장구덩이 2곳이 조사되었다. 또한 기와류, 흙으로 만든 그릇, 나무로 만든 그릇, 돌로 만든 그릇 등 다양한 유물들이 발견되었다.
이 지역에서 처음 확인된 백제 때 산성으로 매우 중요하며, 특히 성곽 안의 큰 우물에서 나무로 만든 그릇류와 가구가 확인되어 백제시대 산성과 생활상을 이해하는데 중요한 자료가 된다어쩔

## 개요
‘검단산’으로 부르고 있으며 도상(圖上)에는 피봉산(皮峰山)으로 나타나 있다. 피봉산 혹은 검단산은 해발 138.4m의 낮은 산이며, 여수반도와 순천지역을 연결하는 길목에 위치하고 광양만이 눈 앞에 보이는 요새지역이다.산성은 피봉산의 7~9부 능선에 형성되어 산의 중복보다 높은 위치에 자리 잡고 있으며, 산정부의 일정한 공간을 둘러싸고 있다. 해룡면사무소에서 고법마을 지나 순천 왜성으로 가는 도로변에서 등산로를 따라 약 15분 정도 걸어서 올라가면 산성에 이른다. 
광양만과 순천만의 중간부분 내륙에 있는 검단산성은 동경 127°31′33″, 북위 34°54′41″에 위치하고 있다. 동쪽에 있는 순천 왜성과는 직선거리로 2.5km 정도 떨어져 있어 산성에서 육안으로 보이며, 백제시대 당시 순천의 치소(治所)로 추정되고 있는 순천시 홍내동에 위치한 해룡산 토성과는 직선거리로 4.3km 떨어져 있다. 검단산의 서쪽에는 해발 182m의 천황산(天皇山)이 있고 동남쪽에는 해발 103.5m의 배부락산이 있으며 북쪽으로는 해발 121.9m의 옥녀봉(玉女峰)이 있다. 검단산은 이들 산 중간에 첨산과 같이 뾰족 솟은 작은 산이지만 광양만과 순천만의 중간 내륙에 자리잡고 있으며 여수반도의 길목에 위치하여 지리적으로 매우 중요하다. 이 산의 남쪽 고개 즉 현재 국도 17호선이 관통하는 고개를 ‘검단고개’라 하는데 옛부터 이곳은 순천과 여수간의 대로(大路)로서 여수반도에서 순천으로 향하기 위해서는 반드시 거처야 하는 길이고 고개였다. 
이와같이 검단산성은 순천의 동남쪽에 자리잡고 있으며, 남해의 광양만과 여수반도의 길목에 위치하고 있다.
검단산성은 6~7세기에 걸쳐 축성된 백제시대 성으로 그 당시의 유물(토기, 기와)연지·저장공·건물지·문지·수문 등이 발견되었고 정유재란 때에는 조선군과 명군의 연합군이 순천 왜성에 주둔한 왜군과 대치하면서 임시로 사용했으리라 추정된다. 산성의 형식은 산봉우리에다 마치 테를 두른 것처럼 보이는 테뫼식이다. 성벽 축조방법은 협축식으로 성의 총길이는 430m, 내벽 높이는 1~3m, 외벽 높이는 4~6m, 두께는 5m 정도 되는 산성이다.

## 참고 자료
- 순천 검단산성 - 국가유산청 국가유산포털
- 이 문서에는 다음커뮤니케이션(현 카카오)에서 GFDL 또는 CC-SA 라이선스로 배포한 글로벌 세계대백과사전의 내용을 기초로 작성된 글이 포함되어 있습니다.